# Ziesar
Ziesar település Németországban, azon belül Brandenburgban. Lakosainak száma 2493 fő (2023. december 31.).

## Népesség
A település népességének változása:
| Lakosok száma | 2442 | 2443 | 2514 | 2516 | 2493 |
|               | 2017 | 2019 | 2021 | 2022 | 2023 |